# Wingy Manone

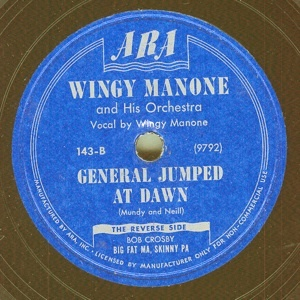

Wingy Manone (New Orleans, 1900. február 13. – Las Vegas, 1982. július 9.) amerikai dzsesszénekes, trombitás, dalszerző, zenekarvezető.

Emlékezetes számai: Tar Paper Stomp, Nickel in the Slot, Downright Disgusted Blues, There Will Come Time (Wait and See), Tailgate Ramble.

## Pályafutása
Egy baleset következtében teenager korában elveszítette jobb karját. Ezért kapta a „Wingy (Szárnyas)” gúnynevet. Ez a hiányosság egy protézis segítségével takarva volt a nagyközönség előtt. Profi módon trombitált és kornettezett.
Az 1920-as években különböző zenekarokkal más-más helyeken dolgozott, évtizedeken át utazásott szerte az Egyesült Államokban és Kanadában.
Előadásmódja hasonlatos volt Louis Prima stílusához. Ünnepelt zenész volt, gyakran készültek a részvételével lemezfelvételek. Például játszott Benny Goodman, Glenn Miller lemezein is.

## Albumok
- 1940-1944: Wingy Manone And His Orchestra
- 1943-1945: Wingy Manone
- 1947: Wingy Manone, Sidney Bechet: Together
- 1956: The Return of Wingy
- 1958: Trumpet On The Wing
- 1960: The Wildest Horn In Town
- 1983: Wingy Manone With Papa Bue's Viking Jazzband
- ? The Complete Louis Prima And Wingy Manone